# ارك سيدي علي او موسى (تافكا)
ارك سيدي علي او موسى هو دُوَّار يقع بجماعة زرقطن، إقليم الحوز، جهة مراكش آسفي في المملكة المغربية. ينتمي الدوّار لمشيخة تافكا التي تضم 11 دوار. يقدر عدد سكانه بـ 356 نسمة حسب الإحصاء الرسمي للسكان والسكنى لسنة 2004.

## روابط خارجية
- البوابة الوطنية للجماعات الترابية
- المندوبية السامية للتخطيط